# Ритікова
Ри́тікова (рос. Рытикова) — присілок у складі Мішкинського району Курганської області, Росія. Входить до складу Шаламовської сільської ради.
Населення — 34 особи (2010, 37 у 2002).
Колишня назва — Ритіково.